# Вельде, Кристоффер
Кристоффер Вельде (норв. Kristoffer Velde; род. 9 сентября 1999, Купервик, Ругаланн) — норвежский футболист, крайний полузащитник польского клуба «Лех».

## Карьера
Вельде начал свою футбольную карьеру в молодежных командах «Копервик» и «Вард Хёугесунн», а затем перешел в «Хёугесунн». Его дебют в чемпионате Норвегии состоялся 17 сентября 2017 года, заменив Александра Ковачевича в матче против «Согндала». 28 сентября 2017 года Вельде подписал первый профессиональный контракт с «Хёугесунн», сроком на три года. 21 мая 2018 года забил свой первый гол в профессиональном футболе, в домашнем матче против «Русенборга».
8 января 2019 года Вельде перешёл в клуб «Нестр-Сотра» на правах аренды, но 8 апреля вернулся в клуб «Хёугесунн». 11 июля 2019 года дебютировал в Лиге Европы УЕФА: заменив Ибраима Коне в матче против «Клифтонвилла».
30 августа 2019 года продлил контракт с «Хёугесунн» до конца сезона 2022 года. 2 февраля 2021 года ёщё раз продлил контракт, но уже до 2023 года.
12 января 2022 года Вельде подписал контракт с клубом «Лех», сроком до 31 декабря 2025 года.. Дебютировал в чемпионате Польши 12 февраля 2022 года в матче против «Брук-Бет».

### Сборная
Вельде выступал за сборную Норвегии до 18 лет, сыграл два матча и забил один гол.
В июне 2023 года Вельде получил вызов в основную сборную. Его дебют состоялся 20 июня 2023 года в матче против сборной Кипра.

## Личная жизнь
Вельде на половину аргентинец, но он решил выступать за национальную сборную Норвегии. Его прозвище — «Велдиньо».

## Статистика

### Выступления за клубы
| Выступление      | Выступление      | Выступление      | Лига | Лига | Кубок | Кубок | Еврокубки | Еврокубки | Итого | Итого |
| Клуб             | Лига             | Сезон            | Игры | Голы | Игры  | Голы  | Игры      | Голы      | Игры  | Голы  |
| ---------------- | ---------------- | ---------------- | ---- | ---- | ----- | ----- | --------- | --------- | ----- | ----- |
| Хёугесунн        | Элитсерия        | 2017             | 9    | 0    | 0     | 0     | 0         | 0         | 9     | 0     |
| Хёугесунн        | Элитсерия        | 2018             | 9    | 2    | 3     | 0     | —         | —         | 12    | 2     |
| Хёугесунн        | Элитсерия        | 2019             | 26   | 4    | 4     | 2     | 6         | 2         | 36    | 8     |
| Хёугесунн        | Элитсерия        | 2020             | 28   | 8    | —     | —     | —         | —         | 28    | 8     |
| Хёугесунн        | Элитсерия        | 2021             | 29   | 7    | —     | —     | —         | —         | 29    | 7     |
| Хёугесунн        | Итого            | Итого            | 101  | 21   | 7     | 2     | 6         | 2         | 114   | 25    |
| Лех              | Экстракласа      | 2021/22          | 8    | 0    | 2     | 0     | —         | —         | 10    | 0     |
| Лех              | Экстракласа      | 2022/23          | 30   | 8    | 2     | 0     | 16        | 8         | 48    | 16    |
| Лех              | Итого            | Итого            | 38   | 8    | 4     | 0     | 16        | 8         | 58    | 16    |
| Всего за карьеру | Всего за карьеру | Всего за карьеру | 139  | 29   | 11    | 2     | 22        | 10        | 172   | 41    |

### Матчи Вельде за сборную Норвегии
| Матчи Вельде за сборную Норвегии | Матчи Вельде за сборную Норвегии | Матчи Вельде за сборную Норвегии | Матчи Вельде за сборную Норвегии | Матчи Вельде за сборную Норвегии | Матчи Вельде за сборную Норвегии |
| -------------------------------- | -------------------------------- | -------------------------------- | -------------------------------- | -------------------------------- | -------------------------------- |
| №                                | Дата                             | Соперник                         | Счёт                             | Голы Вельде                      | Соревнование                     |
| 1                                | 20 июня 2023                     | Кипр                             | 3:1                              | —                                | Чемпионат Европы 2024 (отбор)    |

Итого: 1 матч / 0 голов; 1 победа, 0 ничьих, 0 поражений.

## Достижения
«Хёугесунн»
- Финалист Кубка Норвегии: 2019[англ.]

«Лех»
- Чемпион Польши: 2021/22
- Финалист Кубка Польши: 2021/22[англ.]
- Финалист Суперкубка Польши: 2022/23[англ.]